# 這一切還是迷人的
《這一切還是迷人的》是歌手郭靜發行的一張繪本年曆專輯，於2015年11月11日由福茂唱片發行。

## 曲目
| 曲序 | 曲名                    | 曲            | 詞                 | 編曲   | 注釋 |
| 01   | 幸福不設限              | 陳暉宜        | 郭靜               | 廖偉傑 | 第三波主打 7-ELEVEN 2015《世界巧克力大賞》甜美廣告曲                                                           |
| 02   | 可惜                    | 劉偉德/吳夢奇 | 艾怡良/王艷薇      | 廖偉傑 | 第四波主打 民視偶像劇《星座愛情獅子女》片尾曲、中天電視偶像劇《何以笙簫默》片頭曲                              |
| 03   | 一起出發吧              | 吳汶芳/曾靜玟 | 吳汶芳/曾靜玟/郭靜 | 廖偉傑 | 與曾靜玟合唱 八大行腳節目《美食第一等》片尾曲                                                                  |
| 04   | 放肆一下                | 非非          | 非非               | 鐘承洋 | 與曾沛慈，曾靜玟和吳汶芳合唱;第二波主打 《FUN 4一夏》福茂女朋友演唱會主題歌 民視偶像劇《星座愛情水瓶女》片頭曲 |
| 05   | 不想有遺憾              | 宇珩          | 非非               | 鍾承洋 | 衛視中文台偶像劇《長不大的爸爸》插曲                                                                           |
| 06   | Be OK (Remix電音跨年版) | Benny Hsiao   | 陳功儒             | 廖偉傑 | 首波主打歌 7-ELEVEN 2015《高雄啤酒節》活動主題曲                                                               |

## 音樂錄影帶
| 歌名                     | 首播日期       | 導演   | 頻道    |
| ------------------------ | -------------- | ------ | ------- |
| Be OK (Original Version) | 2015年7月16日  | 鄧Bali | YouTube |
| 放肆一下                 | 2015年7月21日  | 黄中平 | YouTube |
| 幸福不設限               | 2015年11月10日 | 何孟洪 | YouTube |
| 可惜                     | 2015年12月29日 |        | YouTube |